# جورج بي. جونسون
جورج بي. جونسون (بالإنجليزية: George B. Johnson)‏ هو صحفي وعالم وراثة وأحيائي أمريكي، ولد في 11 يونيو 1942 في نيوبورت نيوز في الولايات المتحدة.